# عين الشمس (رواية)
عين الشمس رواية للروائية السورية إبتسام إبراهيم تريسي. صدرت الرواية لأوّل مرة عام 2010 عن الدار العربية للعلوم ناشرون في بيروت. ودخلت في القائمة الطويلة للجائزة العالمية للرواية العربية لعام 2011، المعروفة باسم «جائزة بوكر العربية».

## حول الرواية
تروي الكاتبة السورية «ابتسام إبراهيم تريسي» في هذه الرواية حكاية بطلتها «نسمة»، التي تعود إلى سوريا بعد سنوات من المنفى في السويد، لتضطرّ إلى مواجهة ذكريات أليمة؛ من المعاناة العائلية في ظل والد قاس ومتناقض، إلى الأحداث السياسية التي تؤثر على عائلتها وعلى جميع أهل حلب. تستكشف الرواية كذلك علاقات «نسمة» بالرجال الذين مرّوا في حياتها، من والدها وأخيها، مرورًا بعشّاقها والرجل الذي يعذّبها، وصولًا إلى زوجها.